# 7887 Бретфест
7887 Бретфест (7887 Bratfest) — астероїд головного поясу, відкритий 18 вересня 1993 року.
Тіссеранів параметр щодо Юпітера — 3,379.